# Le Mesnil-Adelée
Le Mesnil-Adelée est une commune française, située dans le département de la Manche en région Normandie, peuplée de 158 habitants.

## Géographie

### Hydrographie
La commune est située dans le bassin Seine-Normandie. Elle est drainée par la Sée, le ruisseau de la Gesberdiere, le bras la Sée Blanche, le cours d'eau 01 de la commune de Juvigny le Tertre, le cours d'eau 01 de la commune du Mesnil-Adelée, le cours d'eau 01 de l'Aumoniere, le fossé 01 de la Fouacêtre, le fossé 03 de la commune de Mesnil-Adelee, la Hartellerie et divers autres petits cours d'eau,.
La Sée, d'une longueur de 79 km, prend sa source dans la commune de Sourdeval et se jette  dans le golfe de Saint-Malo en limite du Val-Saint-Père et de Vains, après avoir traversé 20 communes. 

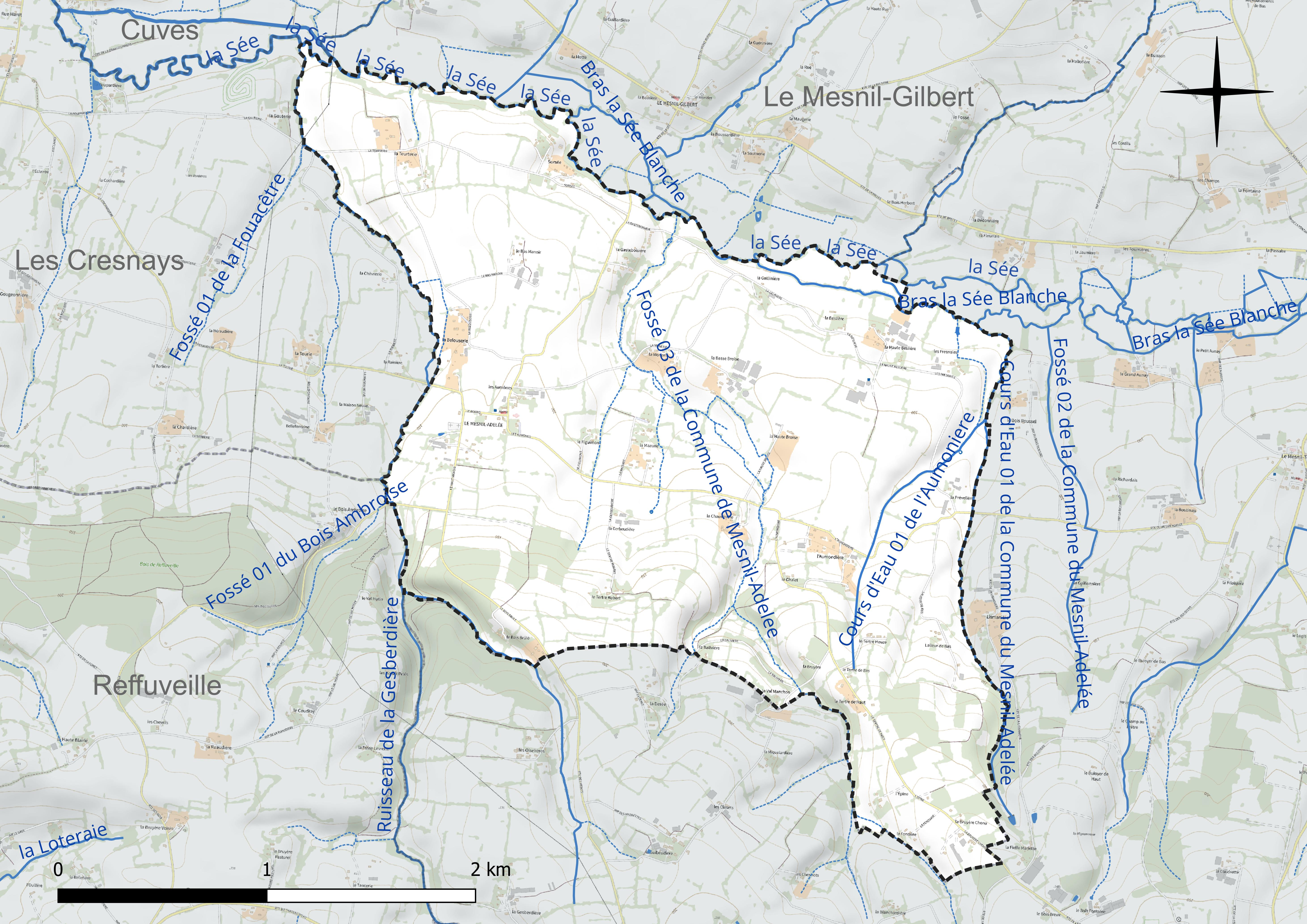
Réseau hydrographique du Mesnil-Adelée.

### Climat
Pour des articles plus généraux, voir Climat de la Normandie et Climat de la Manche.
En 2010, le climat de la commune est de type climat océanique franc, selon une étude du CNRS s'appuyant sur une série de données couvrant la période 1971-2000. En 2020, Météo-France publie une typologie des climats de la France métropolitaine dans laquelle la commune est exposée à un climat océanique et est dans une zone de transition entre les régions climatiques « Normandie (Cotentin, Orne) » et « Bretagne orientale et méridionale, Pays nantais, Vendée ». Parallèlement le GIEC normand, un groupe régional d’experts sur le climat, différencie quant à lui, dans une étude de 2020, trois grands types de climats pour la région Normandie, nuancés à une échelle plus fine par les facteurs géographiques locaux. La commune est, selon ce zonage, exposée à un « climat contrasté des collines », correspondant au Bocage normand, bien arrosé, voire très arrosé sur les reliefs les plus exposés au flux d’ouest, et frais en raison de l’altitude.
Pour la période 1971-2000, la température annuelle moyenne est de 10,7 °C, avec une amplitude thermique annuelle de 12,4 °C. Le cumul annuel moyen de précipitations est de 980 mm, avec 14,4 jours de précipitations en janvier et 8,6 jours en juillet. Pour la période 1991-2020, la température moyenne annuelle observée sur la station météorologique la plus proche, située sur la commune de Saint-Hilaire-du-Harcouët à 14 km à vol d'oiseau, est de 11,5 °C et le cumul annuel moyen de précipitations est de 929,5 mm,. Pour l'avenir, les paramètres climatiques de la commune estimés pour 2050 selon différents scénarios d’émission de gaz à effet de serre sont consultables sur un site dédié publié par Météo-France en novembre 2022.

## Urbanisme

### Typologie
Au 1er janvier 2024, Le Mesnil-Adelée est catégorisée commune rurale à habitat très dispersé, selon la nouvelle grille communale de densité à sept niveaux définie par l'Insee en 2022.
Elle est située hors unité urbaine et hors attraction des villes,.

### Occupation des sols
L'occupation des sols de la commune, telle qu'elle ressort de la base de données européenne d’occupation biophysique des sols Corine Land Cover (CLC), est marquée par l'importance des territoires agricoles (96,9 % en 2018), une proportion identique à celle de 1990 (96,9 %). La répartition détaillée en 2018 est la suivante : zones agricoles hétérogènes (62 %), prairies (34,8 %), forêts (3,1 %). L'évolution de l’occupation des sols de la commune et de ses infrastructures peut être observée sur les différentes représentations cartographiques du territoire : la carte de Cassini (XVIIIe siècle), la carte d'état-major (1820-1866) et les cartes ou photos aériennes de l'IGN pour la période actuelle (1950 à aujourd'hui).

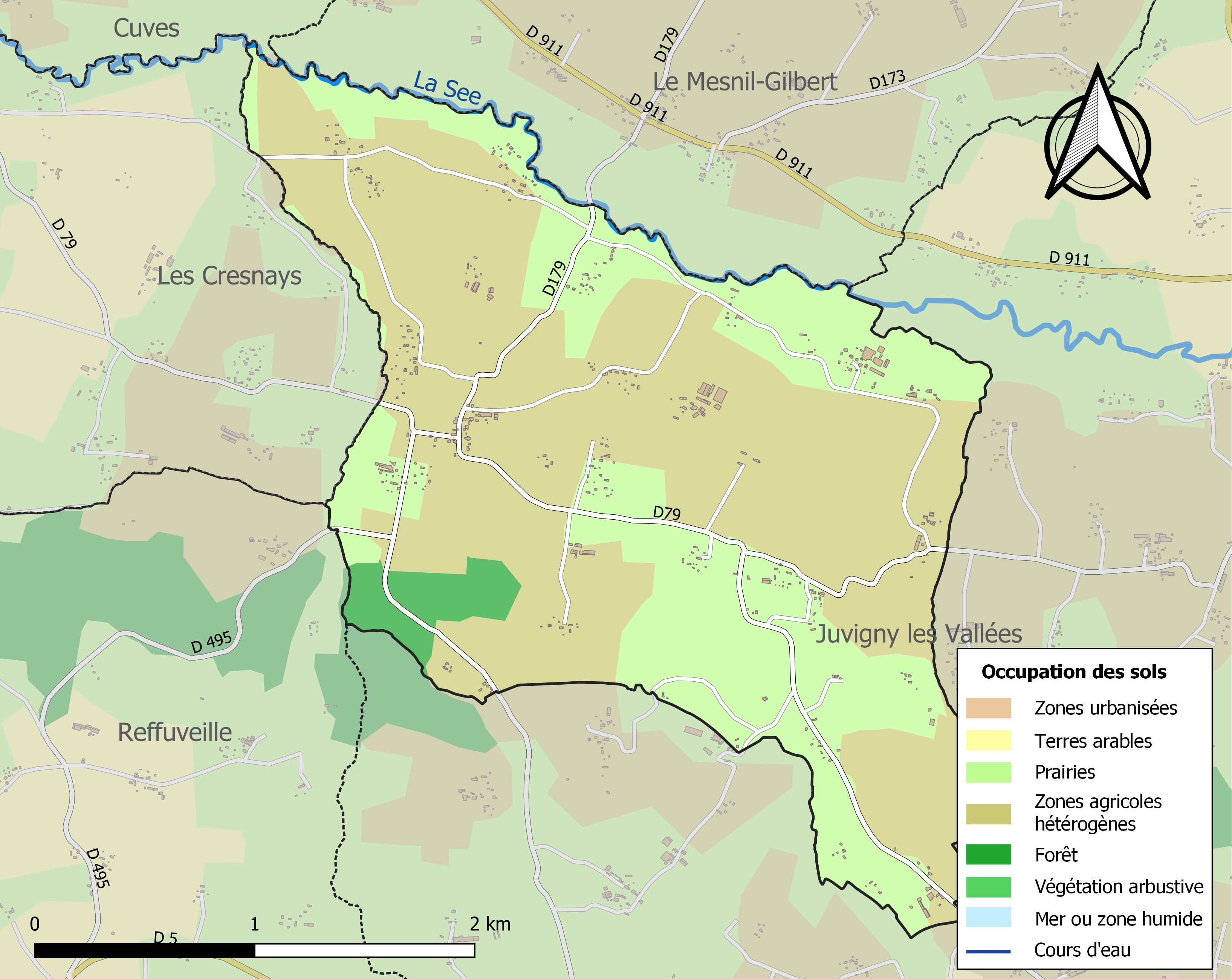
Carte des infrastructures et de l'occupation des sols de la commune en 2018 (CLC).

## Toponymie
On prononce le « méni-adlé ».
Le nom de la localité est attesté sous les formes Mesnil Ranger vers 1025, de Maisnilo Adeloie en 1114, de Mesnillo Adcle vers 1210, de Mesnillo Adelee en 1235.
« Mesnil », toponyme très répandu en France, à partir de Mansionem, le bas latin a créé un nouveau terme dérivé du mot latin mansionile, diminutif de mansio, demeure, habitation, maison. Devenu en français médiéval maisnil, mesnil, « maison avec terrain ».
D'abord associé à l'anthroponyme Ranger, puis Adélaïde, « le domaine rural d'Adelée ».

## Histoire
Le village dépendait de la vicomté d'Avranches.
Au XIe siècle, les seigneurs du Mesnil-Adelée furent parmi les premiers compagnons des Tancrède de Hauteville en Méditerranée. 
Un Raoul du Mesnil-Adelée est cité en 1240 dans une charte de l'abbaye de Lonlay. En 1271, Guy du Mesnil-Adelée, chevalier, est inscrit dans les registres de la Cour des comptes comme combattant dans l'Ost de Foix, pour le roi de France Philippe III le Hardi et contre le comte de Foix, Roger-Bernard III.
Lors de la bataille de Normandie, Le Mesnil-Adelée représente l'avance la plus extrême des Allemands au cours de l'opération Lüttich le 7 août 1944 pour tenter de couper la percée américaine née du succès de l'opération Cobra. Les troupes de la 2e Panzerdivision sont obligées d'évacuer le village quelques heures seulement après l'avoir repris devant la pression d'éléments de la 30e division d'infanterie américaine et surtout de la 3e division blindée américaine dépêchés en renfort appuyés par l'aviation alliée qui intervient à partir du milieu de la journée une fois le brouillard levé. Les Allemands se replient sur Le Mesnil-Tôve.

## Politique et administration

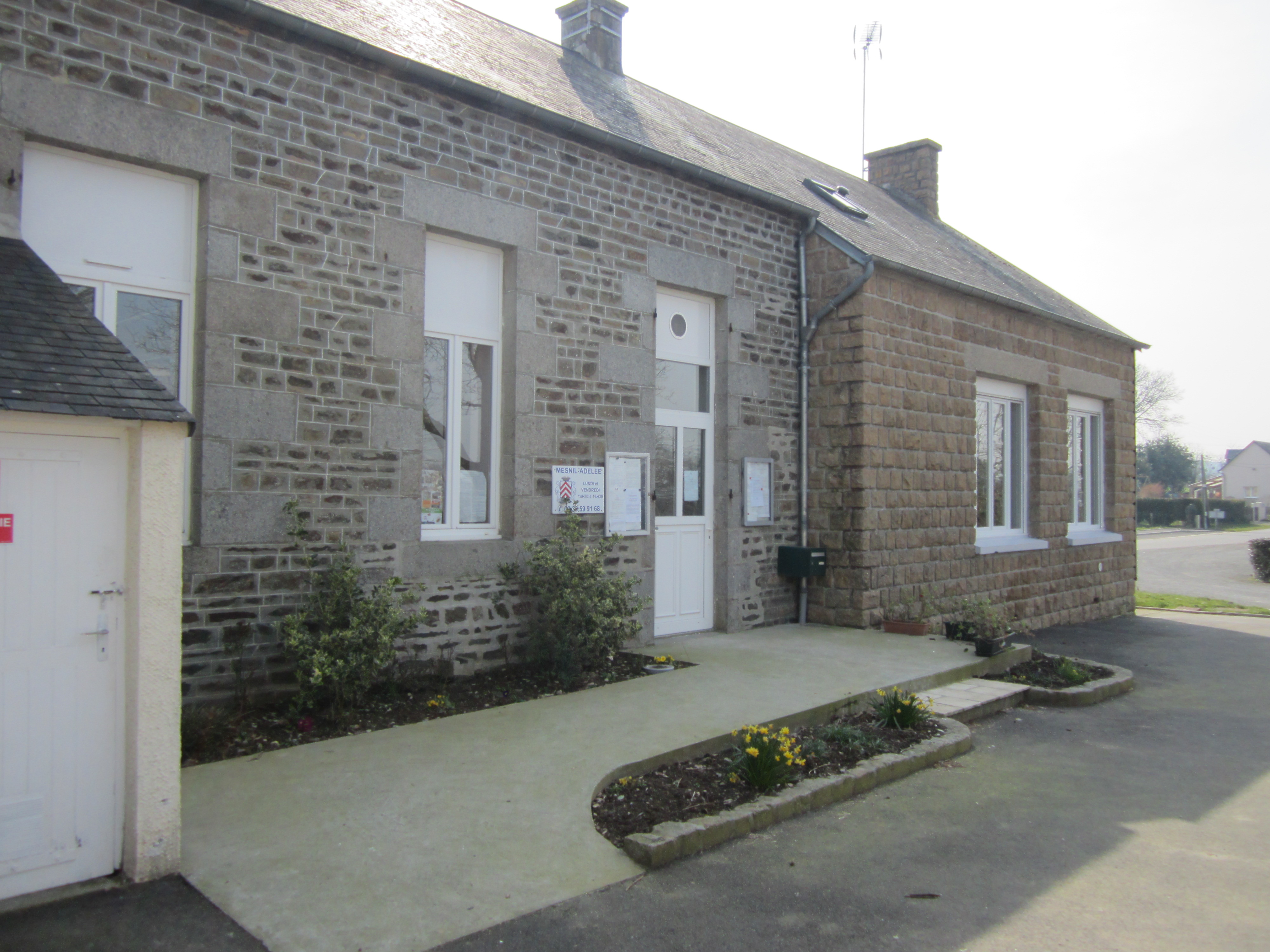
La mairie.

| Période                                  | Période   | Identité        | Étiquette | Qualité      |
| ---------------------------------------- | --------- | --------------- | --------- | ------------ |
| 1995                                     | mars 2001 | Rémi Ganné      |           |              |
| mars 2001                                | mars 2014 | Paulette Blouin | SE        | Agricultrice |
| mars 2014                                | En cours  | Jean-Luc Rault  | SE        | Agriculteur  |
| Les données manquantes sont à compléter. |           |                 |           |              |

## Démographie
L'évolution du nombre d'habitants est connue à travers les recensements de la population effectués dans la commune depuis 1793. Pour les communes de moins de 10 000 habitants, une enquête de recensement portant sur toute la population est réalisée tous les cinq ans, les populations de référence des années intermédiaires étant quant à elles estimées par interpolation ou extrapolation. Pour la commune, le premier recensement exhaustif entrant dans le cadre du nouveau dispositif a été réalisé en 2004.
En 2022, la commune comptait 158 habitants, en évolution de −7,6 % par rapport à 2016 (Manche : −0,31 %, France hors Mayotte : +2,11 %).
| 1793 | 1800 | 1806 | 1821 | 1831 | 1836 | 1841 | 1846 | 1851 |
| ---- | ---- | ---- | ---- | ---- | ---- | ---- | ---- | ---- |
| 490  | 467  | 497  | 423  | 424  | 431  | 466  | 423  | 424  |

| 1856 | 1861 | 1866 | 1872 | 1876 | 1881 | 1886 | 1891 | 1896 |
| ---- | ---- | ---- | ---- | ---- | ---- | ---- | ---- | ---- |
| 395  | 386  | 404  | 399  | 366  | 406  | 423  | 394  | 396  |

| 1901 | 1906 | 1911 | 1921 | 1926 | 1931 | 1936 | 1946 | 1954 |
| ---- | ---- | ---- | ---- | ---- | ---- | ---- | ---- | ---- |
| 369  | 386  | 364  | 300  | 310  | 310  | 334  | 336  | 319  |

| 1962 | 1968 | 1975 | 1982 | 1990 | 1999 | 2004 | 2006 | 2009 |
| ---- | ---- | ---- | ---- | ---- | ---- | ---- | ---- | ---- |
| 334  | 277  | 235  | 194  | 151  | 167  | 192  | 201  | 186  |

| 2014 | 2019 | 2022 | - | - | - | - | - | - |
| ---- | ---- | ---- | - | - | - | - | - | - |
| 168  | 164  | 158  | - | - | - | - | - | - |

## Culture locale et patrimoine

### Lieux et monuments
- Église Saint-Blaise du XIXe siècle avec voûte lambrissée. Elle abrite un maître-autel (XVIIIe), des fonts baptismaux et aigle-lutrin (XVIIIe), un pavement en opus incertum (XVIe), une verrière (XXe) de l'atelier Razon, les statues de saint Blaise et saint Roch (XIXe), un tableau Adoration des mages (XIXe) de P. Loir[28]. À l'entrée de l'église, une pierre de granit rappelle l'exécution du chef Chouan, François-Étienne d'Oilliamson (1740-1799), né à Coulibeuf, vicomte et major général de l'armée chouanne de Louis de Frotté. Blessé gravement, il fut arrêté dans une ferme du Mesnil-Adelée où il s'était réfugié, le 9 novembre 1799 par une patrouille républicaine et sera fusillé sans jugement à la Ruaudière (Reffuveille)[28].

L'ancienne église, située auparavant près de l'actuel cimetière, a été détruite par la foudre le 2 septembre 1837.
- Ferme du Tertre Robert et son bas-relief saint Eustache au-dessus de la porte d'entrée[28].
- Croix de cimetière (XVIIe siècle).
- Ancien presbytère du XVIIIe siècle et sa cheminée.
- Calvaire de cimetière à deux croix (XVIIe siècle).
- Trois croix de chemin.

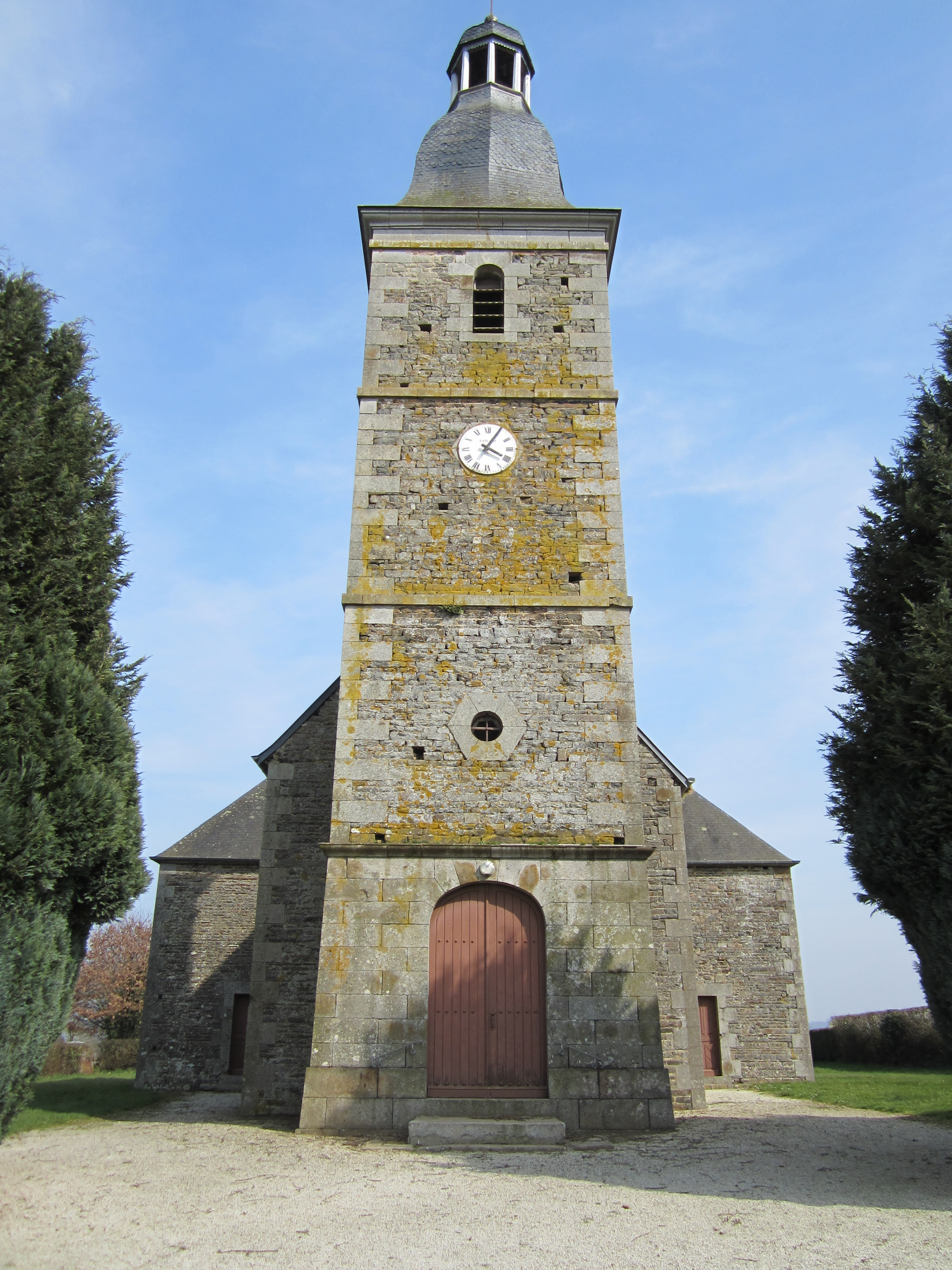
L'église Saint-Blaise vue ouest.
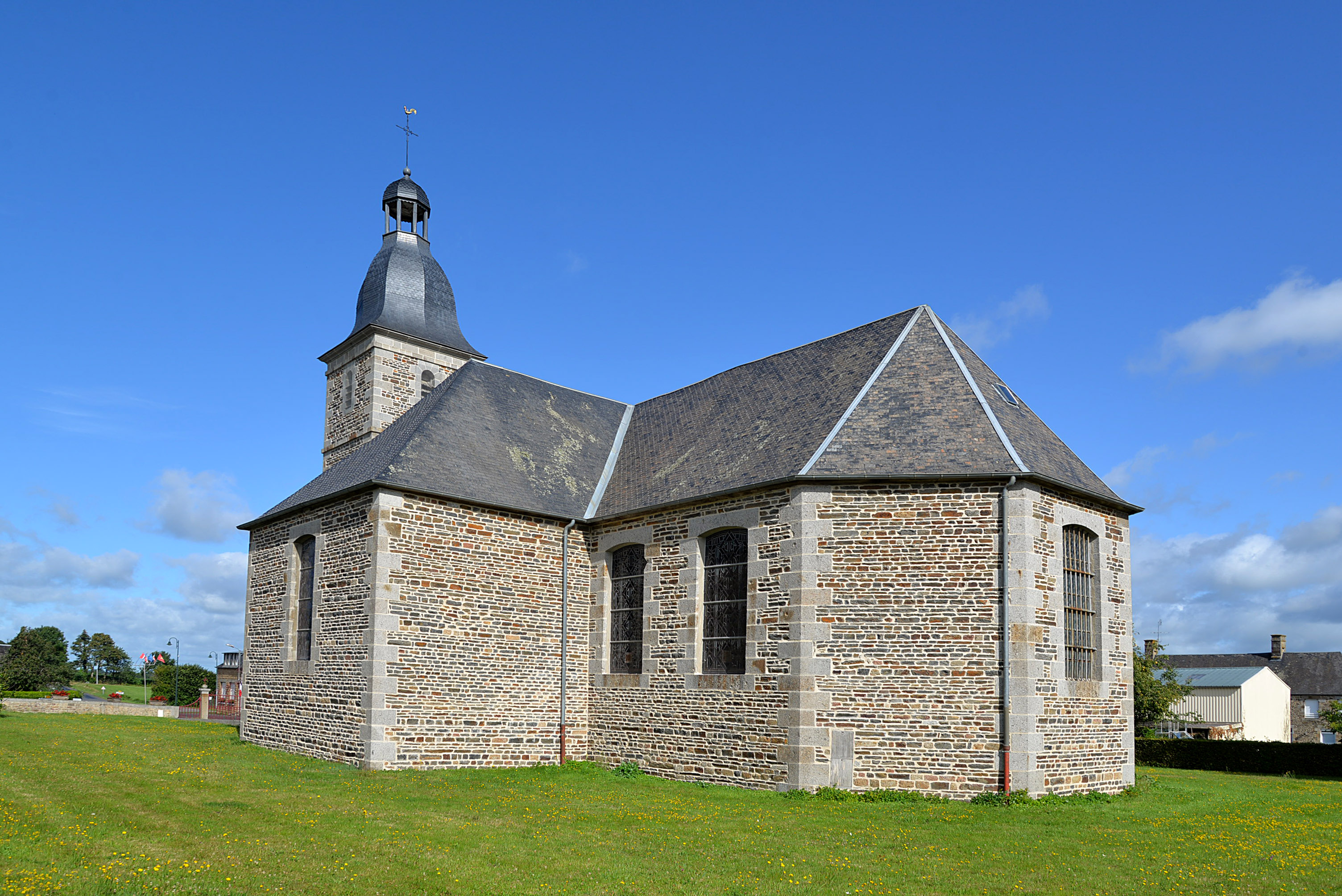
L'église Saint-Blaise vue sud-est.
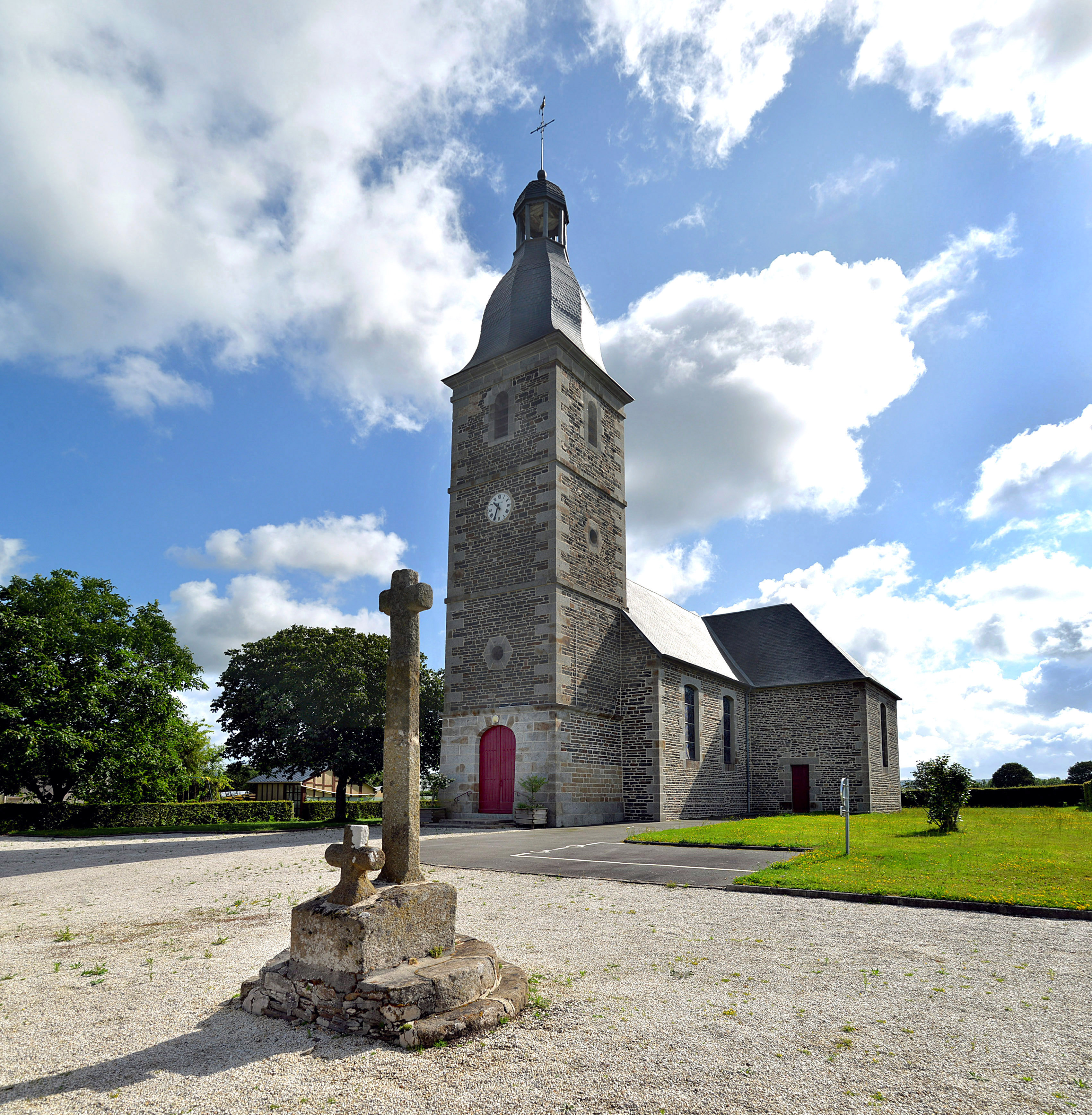
L'église Saint-Blaise et le calvaire à deux croix.
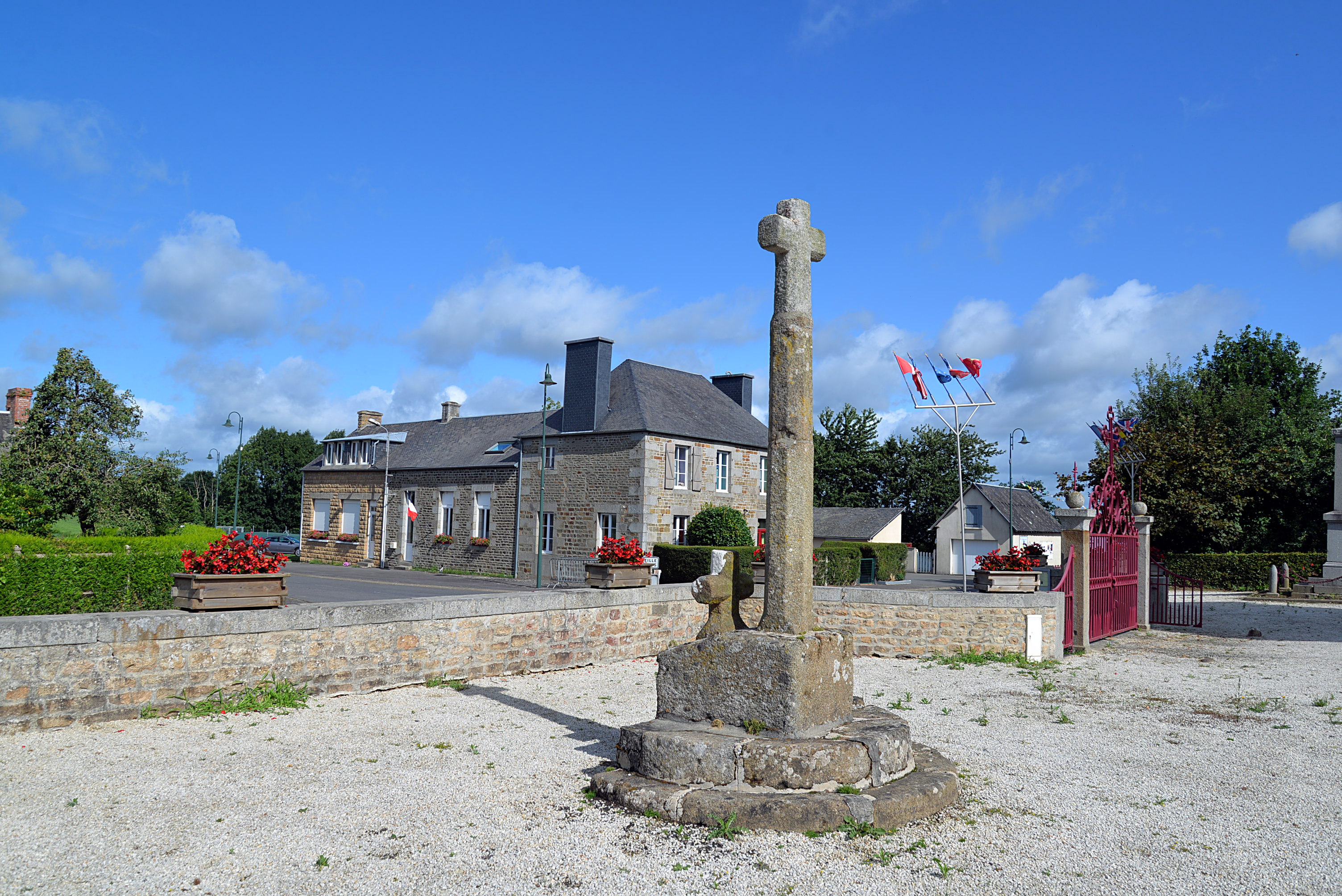
Le calvaire de cimetière à deux croix (XVIIè).
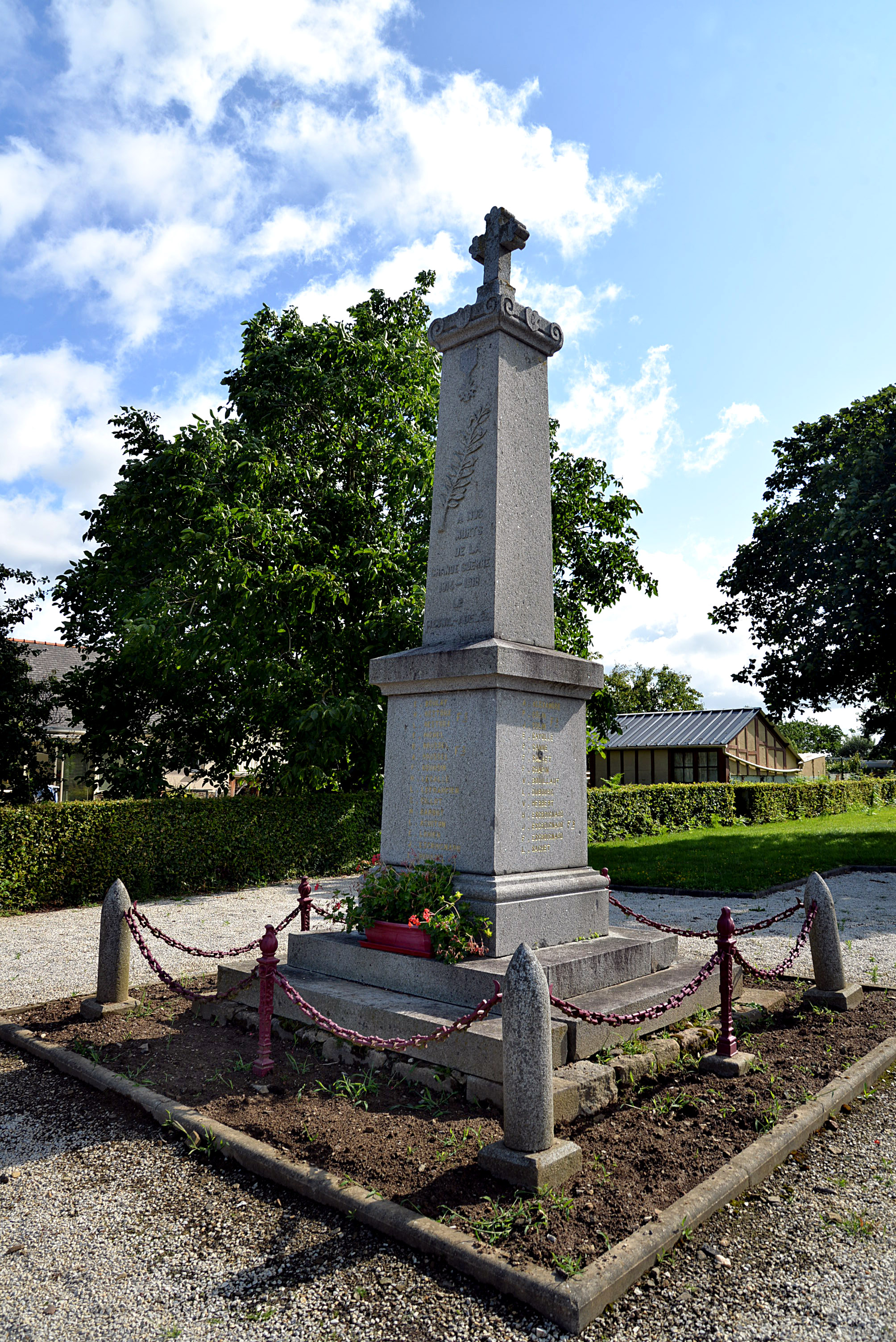
Le monument aux morts.

### Héraldique
| Blason de Le Mesnil-Adelée | Blason  | D'argent à trois chevrons de gueules.            |
| Blason de Le Mesnil-Adelée | Détails | Le statut officiel du blason reste à déterminer. |